# Österreichische Basketball Bundesliga 2020-21
La Österreichische Basketball Bundesliga 2020-21, conocida por motivos de patrocinio como Bet-at-home Basketball Superliga, fue la edición número 75 de la Österreichische Basketball Bundesliga, la primera división del baloncesto profesional de Austria. La competición comenzó el 3 de octubre de 2020 y terminó en mayo de 2021. El campeón fue el Swans Gmunden, que conseguía así su quinto título de campeón.

## Equipos
| Equipo                 | Ciudad         | Pabellón                      | Capacidad |
| ---------------------- | -------------- | ----------------------------- | --------- |
| Flyers Wels            | Wels           | Raiffeisen Arena              | 1,700     |
| Hallmann Vienna        | Viena          | Wiener Stadthalle B           | 1,000     |
| Immounited Dukes       | Klosterneuburg | Happyland Klosterneuburg      | 1,000     |
| Kapfenberg Bulls       | Kapfenberg     | Sporthalle Walfersam          | 1,000     |
| Oberwart Gunners       | Oberwart       | Sporthalle Oberwart           | 2,500     |
| Raiffeisen Graz        | Graz           | Unionhalle                    | 600       |
| SKN St. Pölten         | Sankt Pölten   | Landessportzentrum St. Pölten | 1,000     |
| Swans Gmunden          | Gmunden        | Volksbank Arena               | 2,200     |
| Traiskirchen Lions     | Traiskirchen   | Lions Dome                    | 1,200     |
| Vienna DC Timberwolves | Viena          | T-Mobile Dome                 | 1,000     |

## Temporada regular

### Clasificación
|                                                                    | Equipo                 | J  | G  | P  | PF   | PC   | DP   |
| ------------------------------------------------------------------ | ---------------------- | -- | -- | -- | ---- | ---- | ---- |
| 1                                                                  | Kapfenberg Bulls       | 18 | 13 | 5  | 1409 | 1257 | 152  |
| 2                                                                  | Swans Gmunden          | 18 | 12 | 6  | 1500 | 1363 | 137  |
| 3                                                                  | Immounited Dukes       | 18 | 11 | 7  | 1498 | 1405 | 93   |
| 4                                                                  | Flyers Wels            | 18 | 10 | 8  | 1540 | 1518 | 22   |
| 5                                                                  | SKN St. Pölten         | 18 | 10 | 8  | 1409 | 1437 | -28  |
| 6                                                                  | Oberwart Gunners       | 18 | 10 | 8  | 1409 | 1356 | 53   |
| 7                                                                  | Hallmann Vienna        | 18 | 9  | 9  | 1524 | 1467 | 57   |
| 8                                                                  | Raiffeisen Graz        | 18 | 9  | 9  | 1582 | 1557 | 25   |
| 9                                                                  | Traiskirchen Lions     | 18 | 3  | 15 | 1400 | 1575 | -175 |
| 10                                                                 | Vienna DC Timberwolves | 18 | 3  | 15 | 1259 | 1595 | -336 |
| Fuente: Bet-at-home Basketball Superliga; actualización automática |                        |    |    |    |      |      |      |

### Playoffs
|  | Cuartos de final | Cuartos de final |                  |   | Semifinales | Semifinales |  |  | Final | Final |
|  |                  |                  |                  |   |             |             |  |  |       |       |
|  |                  |                  |                  |   |             |             |  |  |       |       |
|  |                  |                  |                  |   |             |             |  |  |       |       |
|  | Swans Gmunden    | 3                |                  |   |             |             |  |  |       |       |
|  | Swans Gmunden    | 3                |                  |   |             |             |  |  |       |       |
|  | Raiffeisen Graz  | 1                |                  |   |             |             |  |  |       |       |
|  | Raiffeisen Graz  | 1                | Swans Gmunden    | 3 |             |             |  |  |       |       |
|  |                  |                  | Swans Gmunden    | 3 |             |             |  |  |       |       |
|  |                  | Oberwart Gunners | 1                |   |             |             |  |  |       |       |
|  | Oberwart Gunners | Oberwart Gunners | 1                | 3 |             |             |  |  |       |       |
|  | Oberwart Gunners |                  |                  | 3 |             |             |  |  |       |       |
|  | SKN St. Pölten   | 1                |                  |   |             |             |  |  |       |       |
|  | SKN St. Pölten   | 1                | Swans Gmunden    | 3 |             |             |  |  |       |       |
|  |                  |                  | Swans Gmunden    | 3 |             |             |  |  |       |       |
|  |                  | Kapfenberg Bulls | 1                |   |             |             |  |  |       |       |
|  | Kapfenberg Bulls | Kapfenberg Bulls | 1                | 3 |             |             |  |  |       |       |
|  | Kapfenberg Bulls |                  |                  | 3 |             |             |  |  |       |       |
|  | Hallmann Vienna  | 2                |                  |   |             |             |  |  |       |       |
|  | Hallmann Vienna  | 2                | Kapfenberg Bulls | 3 |             |             |  |  |       |       |
|  |                  |                  | Kapfenberg Bulls | 3 |             |             |  |  |       |       |
|  |                  | Flyers Wels      | 0                |   |             |             |  |  |       |       |
|  | Immounited Dukes | Flyers Wels      | 0                | 1 |             |             |  |  |       |       |
|  | Immounited Dukes |                  |                  | 1 |             |             |  |  |       |       |
|  | Flyers Wels      | 3                |                  |   |             |             |  |  |       |       |
|  | Flyers Wels      | 3                |                  |   |             |             |  |  |       |       |